# Bitva u Isandlwany
Bitva u Isandlwany byla jednou z bitev britsko-zulské války. Odehrála se 22. ledna 1879 na pláních kolem Isandlwany v dnešní Jihoafrické republice. Početně silnější armáda Zuluů na hlavu porazila britskou armádu vedenou Henrym Pulleinem a Anthonym Durfordem. Výsledek této bitvy znamenal těžkou ránu pro Britské impérium a evropský kolonialismus 19. století a přispěl ke konci vlády Benjamina Disraeliho.

## Události před bitvou
Britové 11. prosince 1878 doručili zulskému králi Cetshwayovi ultimátum, které však král rázně odmítl. Proto britská armáda překročila 9. ledna 1879 řeku Buffalo River a vstoupila na území Zulského státu. Tato britská intervence ukazuje, že Britové absolutně věřili ve svoji neporazitelnost, neboť se s početně nedostatečnou jednotkou pustili do nevyhnutelného konfliktu.

## Bitva
Přestože britská armáda měla pouze 1 400 Britů a 2 500 jejich afrických spojenců a stála proti zhruba armádě 22 000 Zuluů, měla díky puškám Martini-Henry zajištěnu palebnou převahu. Ta však byla silně znehodnocena absurdními předpisy pro zacházení se střelivem, jejichž dodržování velmi zpomalovalo a omezovalo přísun munice k bojujícím vojákům (zmíněné předpisy byly později na základě studia průběhu bitvy shledány zcela nevyhovujícími a zásadně přepracovány). Zuluové se rozhodli pro přímý útok na britské linie, což bylo pro britské velení naprosto nepředstavitelné, protože taková akce znamenala ohromné ztráty. Britové věřili, že se jim podaří rozstřílet zulskou armádu pomocí svých děl a pušek. Britští velitelé si ani nepřipouštěli možnost zulského průlomu do jejich linií a nevytvořili si žádné zálohy.

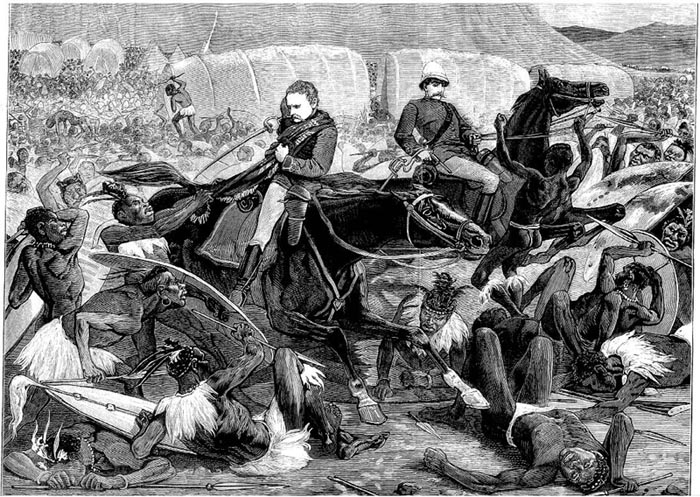
Ukázka bitvy

Zuluové zahájili útok v formaci zvané „býčí hlava“. Ta byla původně vytvořena pro boj s domorodými konkurenty Zuluů, protože perfektně vyhovovala zulské taktice směřující k obklíčení a naprostému zničení protivníka, nicméně shodou okolností se podobala rojnici používané moderními vojsky k útokům na kulometná hnízda, což poněkud snížilo ztráty Zuluů; přesto jich stovky padly ještě než dorazili k britským pozicím. Příliš pomalá distribuce munice bojujícím jednotkám vedla k tomu, že intenzita britské palby postupně poklesla do té míry, že nedokázala udržet Zuluy Britům od těla. Jakmile se bitva změnila v boj muže proti muži, projevila se mnohonásobná početní převaha Zuluů a Britové byli ztraceni. Z obklíčení unikla jen část jízdních jednotek a několik jednotlivců.

## Hodnocení bitvy
Ačkoli Zuluové utrpěli značné ztráty, je tato bitva vnímána jako jejich velké vítězství. Přestože celou válku Britové nakonec vyhráli (již den poté utrpěli Zuluové navzdory ještě výraznější početní převaze porážku v bitvě o Rorke's Drift), bitva u Isandlwany těžce pošramotila reputaci Britů a vůbec bílých lidí v očích domorodců, kteří si touto bitvou dokázali, že za určitých okolností jsou s to porazit i Evropany.